# Айман Елгаммал
Айман Елгаммал (англ. Ayman Ahmed Mokhtar ElGammal) — єгипетський дипломат. Надзвичайний і Повноважний Посол Єгипту в Україні (2020-2024).

## Життєпис
У 1983 році закінчив Ліцей Ель Горрея Мааді, У 1988 році отримав диплом бакалавра на інженерному факультеті Каїрського університету, У 1991 році диплом магістра Середземноморської академії дипломатичних досліджень Мальтійського університету.
З серпня 1998 по грудень 2002 рр. — другий секретар Постійного представництва Єгипту при ООН.
З січня 2003 по серпень 2003 рр. — другий секретар, Міністерство закордонних справ Єгипту.
З серпня 2003 по листопад 2005 рр. — працював у кабінеті міністра закордонних справ Єгипту.
З листопада 2005 по листопад 2009 рр. — радник Постійного представництва Єгипту в міжнародних організаціях ООН у Відні.
З листопада 2009 по вересень 2012 рр. — директор інформаційного відділу Міністерства закордонних справ Єгипту.
З липня 2010 по вересень 2012 рр. — координатор з питань боротьби з корупцією в Міністерстві закордонних справ Єгипту.
З жовтня 2012 по вересень 2017 рр. — Надзвичайний і Повноважний Посол Єгипту в Південному Судані.
З жовтня 2017 по вересень 2020 рр. — заступник помічника міністра закордонних справ Єгипту.
З жовтня 2020 року — Надзвичайний і Повноважний Посол Єгипту в Києві (Україна).
23 жовтня 2020 року вручив копії вірчих грамот заступнику міністра закордонних справ України Дмитрові Сеніку.
11 грудня 2020 року вручив вірчі грамоти Президенту України Володимиру Зеленському.